# Assistenzstelle
Assistenzstelle ist in Unternehmen oder Behörden eine Stelle, die einer Leitungsstelle zugeordnet ist und zu deren Entlastung dient.

## Allgemeines
Assistenzstellen sind generalisierte Leitungshilfsstellen mit fallweisen Aufgaben ohne Fremdentscheidungs- und Weisungskompetenz. Jeder Leitungsstelle wird (zumindest in den höheren Hierarchieebenen; etwa beim Top-Management) eine Assistenzstelle zugeordnet.

## Arten
Assistenzstellen sind entweder einem Aufgabenträger adjutativ (persönlicher Referent eines Vorstandsmitglieds) oder generalisiert einem Organ (Assistent des Vorstands) zugeordnet und tragen zur Vorbereitung von Entscheidungen oder Koordinierungen bei. Persönliche Referenten in Privatunternehmen dürfen nicht mit den Referenten bei einer Behörde verwechselt werden.

## Aufgaben
Assistenzstellen haben den Zweck, das Management bei der Erfüllung seiner Aufgaben zu unterstützen. Sie dienen der Entlastung der Leitungsstelle, indem sie Detailaufgaben von dieser im Wege der Delegation übernehmen. Dazu gehören unter anderem das Recherchieren für und das Verfassen von Reden (Ghostwriter), Terminmanagement, Vorbereitung von Entscheidungen und Verhandlungen oder Zeitmanagement, Planung von Besprechungen und Konferenzen oder Festlegung der Tagesordnung.
Das Personal von Assistenzstellen heißt Assistent(in), das Hilfeleistungen und Beistand (lateinisch assistere, „jemandem beistehen“) erbringt. Die Assistenz ist eine wichtige Funktion im Unternehmen, die nicht selten unterschätzt wird. Ihre Arbeit wird manchmal verächtlich als „Handlanger“ oder „Kofferträger“ verunglimpft. Sie kann entscheidenden Beitrag zum Unternehmenserfolg leisten, indem sie die Führungskraft effektiv entlastet. Die Stelle heißt „Sekretariat“, „Vorzimmer“, „Office-Management“ oder auch „Vorstandsstab“.
Durch die Arbeitsentlastung kann das Management mehr Arbeitszeit mit der Erfüllung seiner Kernaufgaben verbringen. 

## Abgrenzungen
Die Teamassistenz ist keine Assistenzstelle, weil sie nicht einer Leitungsstelle, sondern einem Team zur Unterstützung zugeordnet ist. Wissenschaftlicher Assistent ist der akademische Nachwuchs an Universitäten in Forschung und Lehre. Assistenzstellen können zur Qualifizierung für Leitungsstellen beitragen wie bei wissenschaftlichen Assistenten durch die Habilitation für eine Professur (Postdoc).